# Cristina Fernández de Kirchner
Cristina Fernández de Kirchner (rojena kot Cristina Elisabet Fernández), argentinska političarka, predsednica Argentine, * 19. februar 1953, La Plata, Argentina.
Cristina Fernández je na položaju predsednika Argentine nasledila moža Nestorja Kirchnerja.